# Владимирское муниципальное образование (Заларинский район)
Владимирское муниципальное образование — сельское поселение в Заларинском районе Иркутской области России.
Административный центр — посёлок Владимир.

## Демография
По результатам Всероссийской переписи населения 2010 года численность населения муниципального образования составила 983 человека, в том числе 542 мужчины и 441 женщина.

## Населённые пункты
В состав муниципального образования входят населённые пункты
- Владимир
- Горячий Ключ
- Хотхор[2]